# 米洛斯拉夫斯科耶區

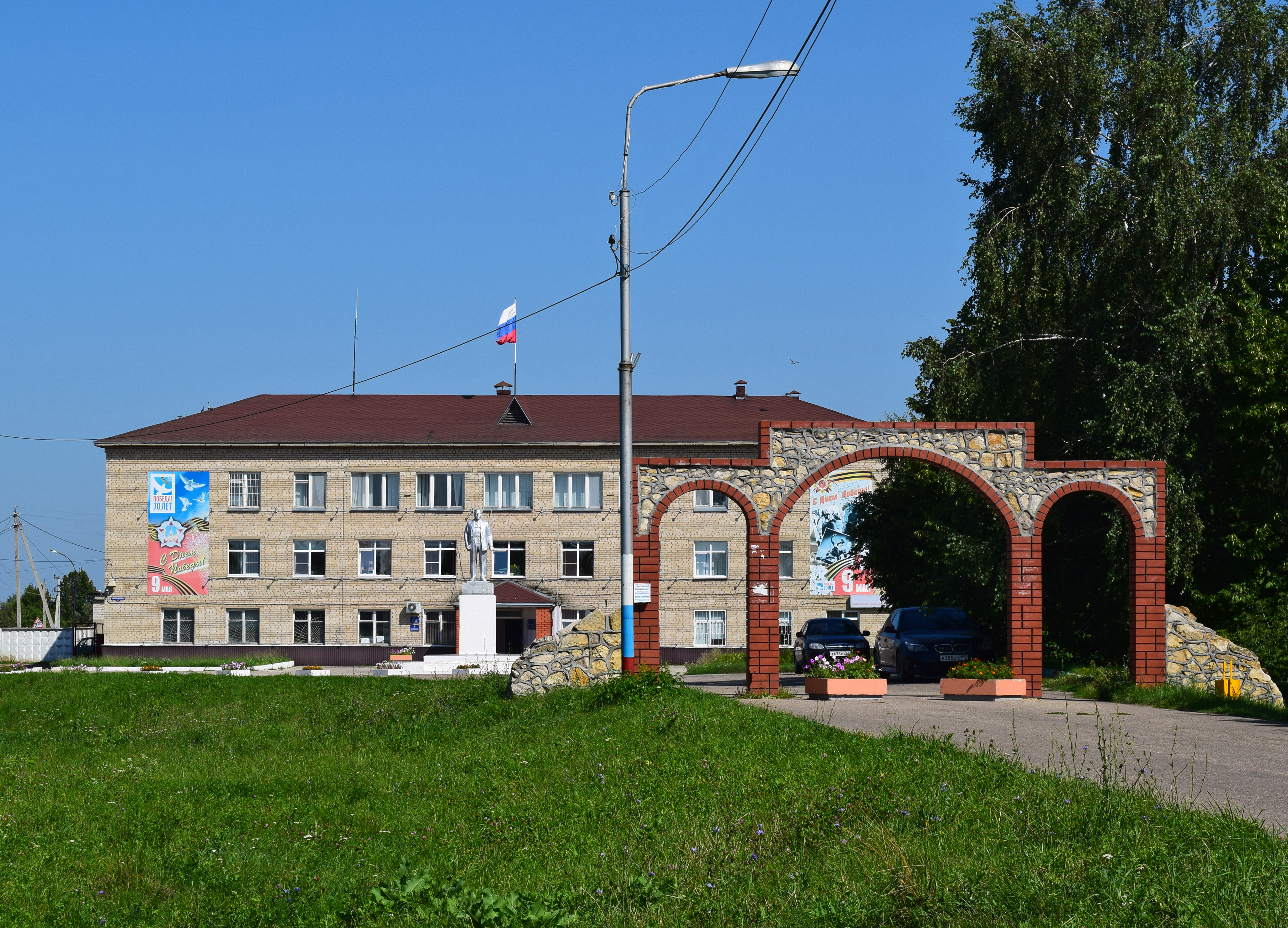

53°34′27″N 39°26′23″E / 53.57417°N 39.43972°E
米洛斯拉夫斯科耶區（俄语：Милославский район），是俄羅斯的一個區，位於該國西部，由梁贊州負責管轄，面積1,397平方公里，2010年該區人口13,455，人口密度每平方公里9.63人。